# Johanna Kuiper
Johanna Engelberta Kuiper (Warga, Idaarderadeel, 10 maart 1896 – Semarang, 2 maart 1956), dochter van Abraham Kornelis Kuiper en Henriëtta Sophia Muller, is een schrijfster, vertaalster, feministe, socialiste en verzetsvrouw tijdens de tweede wereldoorlog.
Ze gaf ook steun aan Joodse onderduikers tijdens de Tweede Wereldoorlog.
Op 18 augustus 2020 besloot de gemeente Amsterdam de Johanna Kuiperbrug naar haar te vernoemen. In 1972 werd zij postuum onderscheiden met Yad Vashem-onderscheiding.